# والاس تيري
والاس تيري (بالإنجليزية: Wallace Terry)‏ هو صحفي ومؤرخ أمريكي، ولد في 21 أبريل 1938، وتوفي في 29 مايو 2003.